# هیوردس پترسون
هیوردس پترسون (انگلیسی: Hjördis Petterson; ۱۷ اکتبر ۱۹۰۸ – ۲۷ مهٔ ۱۹۸۸) هنرپیشه اهل سوئد بود.
از فیلم‌ها یا برنامه‌های تلویزیونی که وی در آن نقش داشته‌است می‌توان به کشتی برای هند، گربه‌ها اشاره کرد.